# Epicarpi

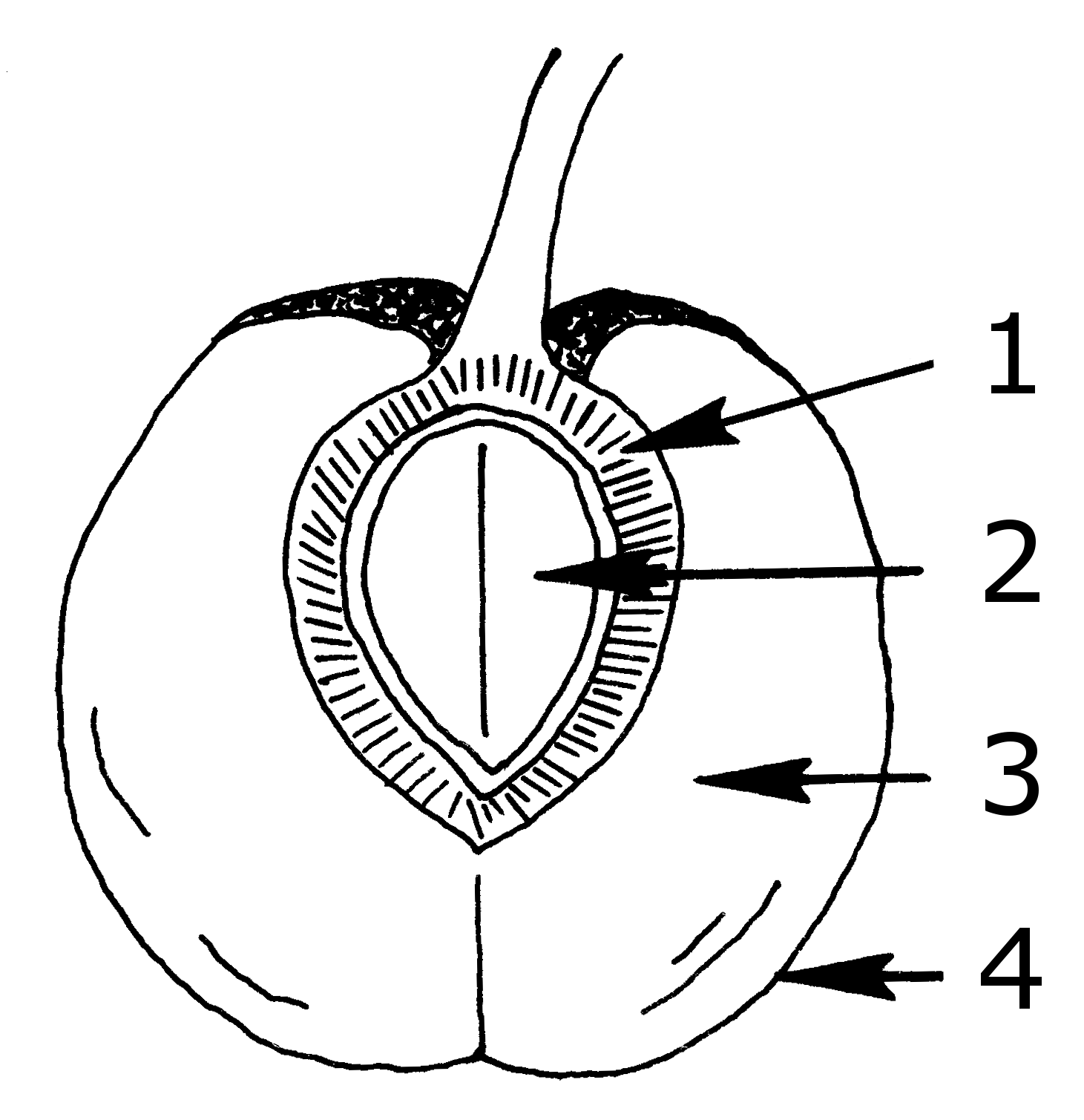
Tall transversal d'un préssec mostrant:
1. Endocarpi, 2. Llavor, 3. Mesocarpi, i 4. Epicarpi

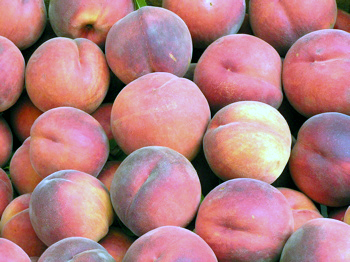
Epicarpi pilós del préssec. La textura visual i tàctil de l'epicarpi resulta determinada per la presència d'aquests pèls.

L'epicarpi (del grec epi «sobre» + karpós «fruit»), és la part més externa del pericarpi que popularment es coneix com la pela o la pell (embolcall més o menys tendre de certs fruits), la clofolla (embolcall dur d'un fruit), o encara boll, pellofa, o caixa (Mallorca) per als grans dels cereals. L'epicarpi forma l'epidermis dura del fruit que, sovint, conté glàndules amb essències i pigments.
L'epicarpi té com a component principal material cel·lulòsic però també conté uns altres components, com ara olis essencials, ceres de parafina, esteroides i triterpenoids, àcids grassos, pigments (carotenoids, flavonoids), principis amargs i enzims.
En els citrics, la pela constitueix la superfície del pericarpi. És compost per unes quantes capes de cèl·lules que es tornen proressivament més gruixudes en la part interna; la capa epidèrmica es cobreix amb cera i en conté pocs estomes. Quan és madur, les cèl·lules d'aquesta pela contenen carotenoids (principalment xantofil·les) dins de cromoplasts que, en estats inicials, contenien clorofil·la. Aquest fet és el responsable del canvi de color de molt fruits de verd a groc o vermell quan maduren. La regió interna de la pela és rica en cossos multicel·lulars amb formes esfèriques o piriformes, que són plenes d'olis essencials.
En el fruit en forma de baia, com el tomàquet, l'epicarpi és molt prim. En els fruits en hespèride, com la taronja l'epicarpi és relativament carnós i amb glàndules d'essència. En fruits en pepònide com el meló la síndria i la carabassa l'epicarpi es presenta molt endurit. En fruits en drupa l'epicarpi encara que és relativament prim no ho és tant com en la baia.
En els cereals i fruits secs l'epicari rep el nom popular (derivat però del grec) de clofolla i les altres formes normatives clòfia, clova, clovella, esclofolla, esclofa, esclòfia, esclova, casca, corfa.
La part de l'interior del cereal o del fruit, comestible, és el bessó o el bo.